# Stefano Oppo
Stefano Oppo (født 12. september 1994 i Oristano, Italien) er en italiensk roer.
Oppo vandt, sammen med Pietro Ruta, bronze i letvægtsdobbeltsculler ved OL 2020 i Tokyo. Italienerne sikrede sig bronzemedaljerne med et forspring på knap to sekunder ned til Tjekkiet, der blev nr. 4. Guld- og sølvmedaljevinderne fra Irland og Tyskland var mere end syv sekunder foran den italienske båd. Oppo var også med i den italienske letvægtsfirer ved OL 2016 i Rio de Janeiro, hvor det blev til en 4. plads.
Oppo har desuden vundet en VM-guldmedalje i letvægtsotter ved VM 2013 i Sydkorea, og hele tre VM-sølvmedaljer i letvægtsdobbeltsculler.

## OL-medaljer
- 2020:  Bronze i letvægtsdobbeltsculler